# NGC 1805
NGC 1805 (другое обозначение — ESO 85-SC32) — шаровое звёздное скопление в созвездии Золотой Рыбы, расположенное в Большом Магеллановом Облаке. Открыто Джеймсом Данлопом в 1826 году. Описание Дрейера: «яркий, очень маленький объект, сильно более яркий в середине, представляет собой звёзды, окружённые туманностью». 
Скопление необычно тем, что состоит из двух популяций звёзд, отстоящих друг от друга по возрасту на миллионы лет. Этим объясняется разный — голубой и красный — цвет звёзд. Расстояние до скопления 163 000 световых лет.
Этот объект входит в число перечисленных в оригинальной редакции «Нового общего каталога».